# آپریلیانو
آپریلیانو (به ایتالیایی: Aprigliano) یک کومونه در ایتالیا است که در استان کزنتزا واقع شده‌است.

## خصوصیات
آپریلیانو ۱۲۱٫۲۷ کیلومترمربع مساحت و ۲٬۹۶۸ نفر جمعیت دارد و ۷۲۵ متر بالاتر از سطح دریا واقع شده‌است.